# Jutta Müller (Produzentin)

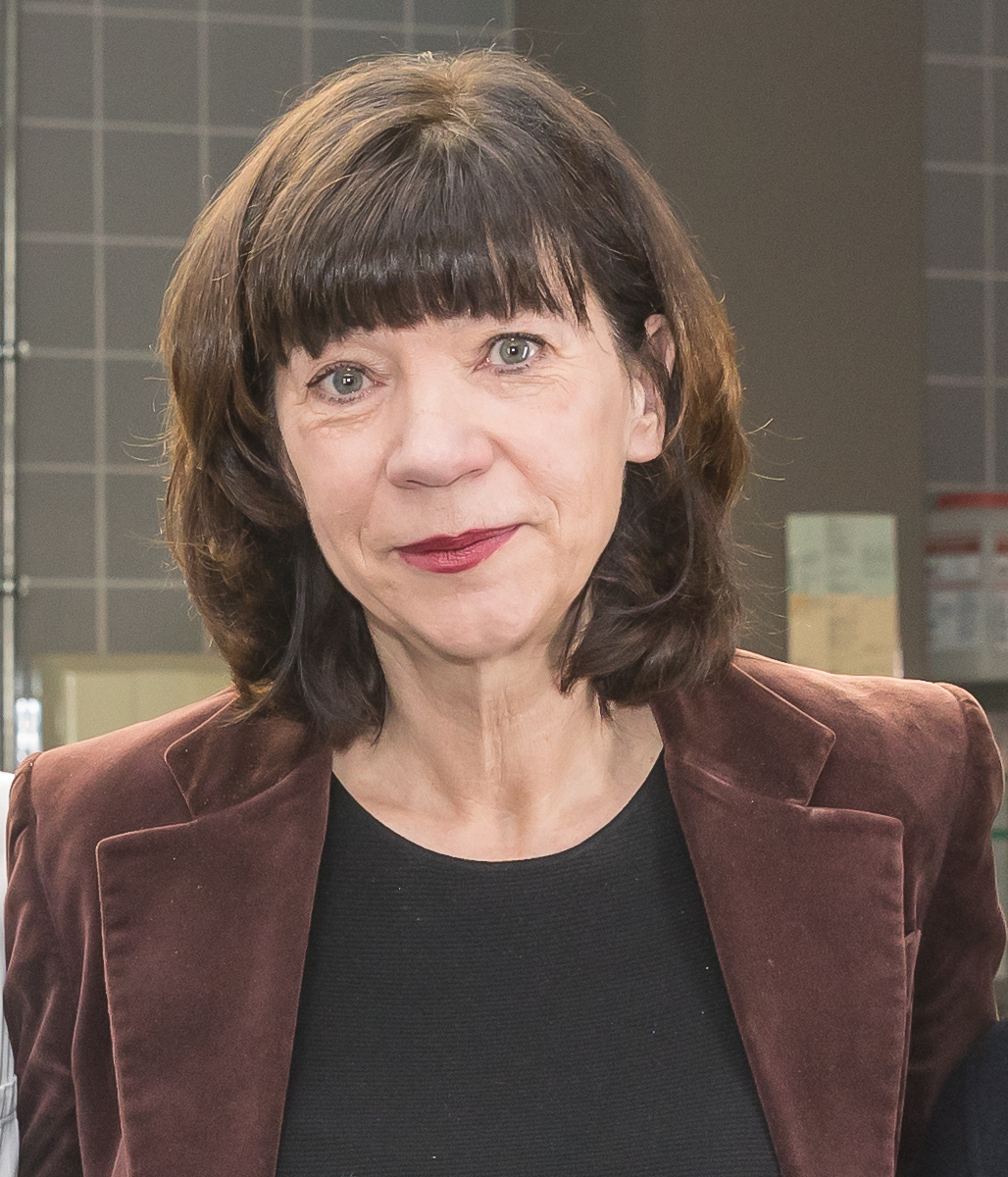
Jutta Müller, 2019

Jutta Müller (* 20. Jahrhundert in Bingen am Rhein) ist eine deutsche Filmproduzentin.
Jutta Müller studierte Theater-, Film- und Fernsehwissenschaft, Germanistik und Philosophie in Köln. Zu dieser Zeit war sie auch als freie Journalistin für den Hörfunk des WDR tätig. Sie wurde dort Pressesprecherin für Fernsehspiel, Familienprogramm und Unterhaltung. Anfang der 1990er Jahre wechselte sie als Producerin zu Filmpool Film- und Fernsehproduktion. 1997 gründete sie mit Matthias Seelig die Müller & Seelig Filmproduktion, welche auf Fernsehfilme spezialisiert ist, darunter Münsteraner Tatort-Episoden. Seit 2014 führt sie die Firma als alleinige Geschäftsführerin unter dem Namen Molina Film in Köln.

## Filmografie (Auswahl)
- 1995: Spreebogen
- 1997: Sanfte Morde
- 1997: Kabel und Liebe
- 1998: Zucker für die Bestie
- seit 2004: WDR-Tatort (Fernsehreihe)
- 2005: Spiele der Macht – 11011 Berlin
- 2007: Du gehörst mir
- 2009: Bleib bei mir
- 2010: Ihr mich auch
- 2012: Mensch Mama!
- 2016: Der letzte Cowboy (Miniserie)
- seit 2016: Wolfsland (Fernsehreihe)
- 2018: Herrliche Zeiten
- 2022: Tatort: Des Teufels langer Atem
- 2023: Tatort: Der Mann, der in den Dschungel fiel